# Komneni
Komneni (grč. Κομνηνός, pl. Κομνηνοί), bizantska carska dinastija iz redova vojne aristokracija koja je, s kraćim prekidom, vladala od 1057. do 1185. godine. Nakon gubitka carske vlasti Komneni nisu više dosegnuli nekadašnji ugled. Jedan ogranak Komnena, pod imenom Veliki Komneni, vladao je u Trapezuntskom Carstvu u razdoblju od 1204. do 1466. godine.
Vladavina dinastije Komnena zadnje je razdoblje političkog i vojnog uspona i procvata Bizantskog Carstva. Unatoč tome, tijekom njihove vladavine počele su i prve naznake kasnije snažne unutranje krize, koja je dovela do slabljenja vanjskoga položaja Carstva.

## Povijest

### Vladavina Komnena u Bizantu
Prvi poznati pripadnik obitelji Komnen bio je Manuel Erotik Komnen, general cara Bazilija II. (976. – 1025.) i otac Izaka I. (1057. – 1059.), prvog cara iz dinastije Komnen.
Izak I. uspio je ojačati vojnu snagu Carstva i obraniti državne granice u Europi i u Aziji, ali se upleo u borbu za vlast s patrijarhom Mihajlom Kerularijem zbog čega je na kraju morao odstupiti s prijestolja. Carsku vlast preuzeo je Konstantin X. Duka (1059. – 1067.) skojim je na vlast došla dinastije Duka koja je vladala Bizantom punih dvadeset godina.
Godine 1081. carem je postao Izakov nećak Aleksije I. (1081. – 1118.) s kojim se nastavlja vladavina dinastije Komnena u Carigradu. Za njegove vladavine sustav pronija dobiva vojno značenje, a obrambena sila Bizanta poprima feudalni karakter. To je period prevlasti vojnog plemstva. Godine 1081. uspio je suzbiti normanski napad na Tesaliju, uz mletačku pomoć, a 1091. godine je, uz pomoć Kumana, porazio Pečenege koji su ugrožavali bizantsku prijestolnicu. Za vrijeme Prvog križarskog rata, 1096. godine, križari su mu ustupili Nikeju, a sam je osvojio niz gradova, kao i zapadni dio Male Azije.
Aleksijev sin i nasljednik Ivan II. (1118. – 1143.) nastojao je ponovno osvojiti izgubljene bizantske teritorije koje su otetli Arapi, Osmanlije i križari. U Traciji je porazio Pečenege 1122. godine, potukao je Srbe, uspješno ratovao protiv Ugarske 1128. godine, povratio Ciliciju (1137.) i zauzeo Antiohiju (1137.). Podigao je moć i ugled Bizantskoga Carstva, ojačao vojnu snagu te proširio teritorij na Istoku i na Balkanu.
Manuel I. (1143. – 1180.) pokušao je još jednom ostvariti prevlast nad Balkanom i istočnojadranskom obalom, ali njegov ga uspjeh nije nadživio. Njegov sin i nasljednik Aleksije II. (1180. – 1183.) nije dugo vladao, a tijekom te kratke vladavine Bizan tje izgubio vlast nad Srijemom, Bosnom i Dalmacijom. S vlasti ga je zbacio rođak, Andronik I., koji je i sam prognan s vlasti dvije godine kasnije zbog čega su Komneni trajno izgubili bizantsko carsko prijestolje.
Značajni izdanak dinastije bila je i povjesničarka Ana Komnena (1083. – 1150.), kći cara Aleksija I.

### Vladavina Komnena u Trapeznuntu
Nakon pada Carigrada 1204. godine, Aleksije I. (1204. – 1222.), unuk cara Andronika I., zadobio je carski naslov i vlast u Trapezuntskom Carstvu. Njegovi nasljednici vladali su tom državom sve do 1461. godine.

## Vladari iz dinastije Komnen

### Bizantski carevi iz dinastije Komnen
- Izak I. Komnen (1057. – 1059.)
- Aleksije I. Komnen (1081. – 1118.)
- Ivan II. Komnen (1118. – 1143.)
- Manuel I. Komnen (1143. – 1180.)
- Aleksije II. Komnen (1180. – 1183.)
- Andronik I. Komnen (1183. – 1185.)

### Trapezuntski carevi iz dinastinje Komnen
- Aleksije I. Megas Komnenos (1204. – 1222.)
- Andronik I. Gidos (1222. – 1235.)
- Ivan I. Axouchos Megas Komnenos (1235. – 1238.)
- Manuel I. Megas Komnenos (1238. – 1263.)
- Andronik II. Megas Komnenos (1263. – 1266.)
- Juraj Megas Komnenos (1266. – 1280.)
- Ivan II. Megas Komnenos (1280. – 1284.)
- Teodora Megale Komnene (1284. – 1285.)
- Ivan II. Megas Komnenos (ponovno, 1285. – 1297.)
- Aleksije II. Megas Komnenos (1297. – 1330.)
- Andronik III. Megas Komnenos (1330. – 1332.)
- Manuel II. Megas Komnenos (1332.)
- Bazilije Megas Komnenos (1332. – 1340.)
- Irena Paleologina (1340. – 1341.)
- Ana Anachoutlou (1341.)
- Mihael Megas Komnen (1341.)
- Ana Anachoutlou (ponovno, 1341. – 1342.)
- Ivan III. Megas Komnenos (1342. – 1344.)
- Mihael Megas Komnen (ponovno, 1344. – 1349.)
- Aleksije III. Megas Komnenos (1349. – 1390.)
- Manuel III. Megas Komnenos (1390. – 1416.)
- Aleksej IV. Megas Komnenos (1416. – 1429.)
- Ivan IV. Megas Komnenos (1429. – 1459.)
- David Megas Komnenos (1459. – 1461.)

## Vanjske poveznice
- Komneni Hrvatska enciklopedija
- Komneni Proleksis enciklopedija
- Comnenus family Britannica (engl.)